# Mecas menthae
Mecas menthae là một loài bọ cánh cứng trong họ Cerambycidae.